# Universidade do Porto
A Universidade do Porto (U.Porto) MHSE é uma universidade pública portuguesa localizada na cidade do Porto e fundada em 22 de março de 1911. É a mais prestigiada universidade portuguesa e a segunda maior por número de estudantes inscritos, após a Universidade de Lisboa.
Em 2022, a Universidade do Porto atingiu o 274º lugar entre as melhores universidades do mundo no QS World University Rankings, ranking internacional de ensino superior, sendo o melhor lugar obtido por uma instituição do ensino superior e de investigação em Portugal.

## História

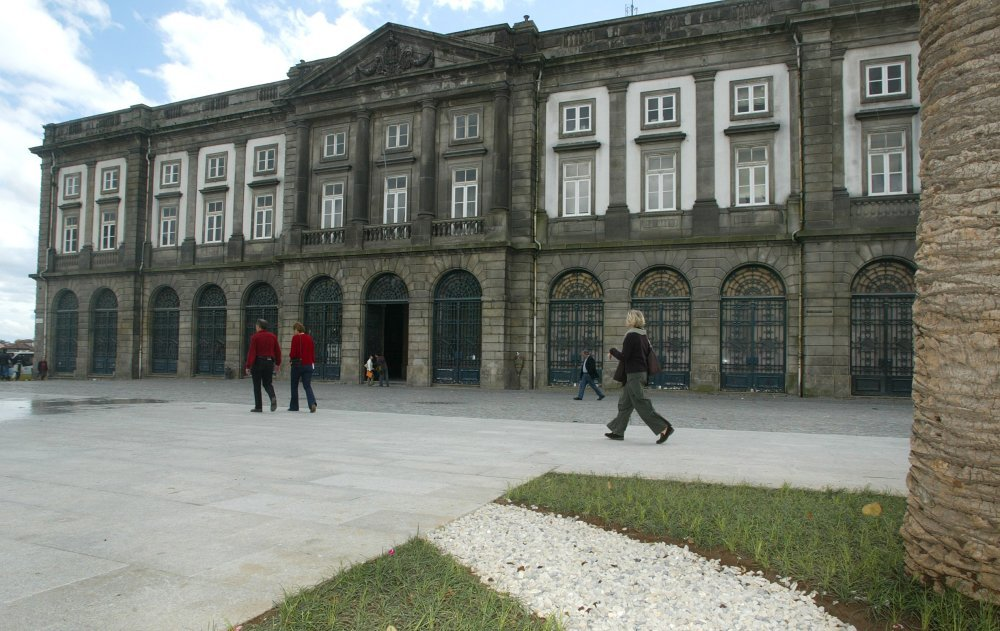
Edifíco da Academia Politécnica, onde funcionou a Faculdade de Ciências e agora está instalada a Reitoria da Universidade do Porto e vários museus.

### Criação
A Universidade do Porto foi criada por decreto, de 22 de março de 1911, do Governo Provisório da República Portuguesa.

### Antecedentes
Se bem que seja possível apontar como as suas antecessoras mais remotas a Aula de Náutica, estabelecida por D. José I em 1762, e a Aula de Debuxo e Desenho, criada por D. Maria I em 1779, a Universidade vai basear-se fundamentalmente em duas instituições de ensino superior criadas no século XIX: a Academia Politécnica e a Escola Médico-Cirúrgica do Porto.
A Academia Politécnica tinha como fim principal o ensino das ciências industriais e formava engenheiros de todas as classes, além de outras especialidades profissionais como oficiais de marinha, pilotos, comerciantes, agricultores, diretores de fábricas e artistas. Herdeira da Academia Real da Marinha e Comércio do Porto, criada em 1803 pelo Príncipe-Regente D. João (futuro D. João VI), surgiu em resultado da reforma de Passos Manuel, ministro do Reino no Governo saído da revolução de Setembro. No âmbito desta reforma, o nome da Academia Real é alterado para Academia Politécnica em 1837, sendo adotadas as anteriores disposições estatutárias. Contudo, o governo económico e literário da Academia, até ali sob a inspeção da Junta da Administração da Companhia Geral da Agricultura das Vinhas do Alto Douro, é transferido para o Conselho dos Lentes. Não obstante as grandes dificuldades financeiras por que passou, a Academia Politécnica do Porto conheceu uma época de apogeu científico, com cientistas eminentes como Gomes Teixeira e Ferreira da Silva.
A Escola Médico-Cirúrgica do Porto também é resultado da reforma de Passos Manuel: em 1836, sucede-se à Real Escola de Cirurgia uma instituição criada em 1825 por D. João VI, que funcionava em ligação com o Hospital da Misericórdia do Porto. Em 1837, é estabelecido um novo plano geral de estudos, que, além de alargar o número de cadeiras, as dividia em cadeiras médicas e cadeiras cirúrgicas. A Escola Médico-Cirúrgica tinha o seu assento no Hospital de Santo António, anexando uma Escola de Farmácia que compreendia cursos teóricos e cursos práticos.

### A organização da universidade em 1911
A implantação da República, em 5 de outubro de 1910, introduziu importantes modificações no campo do ensino, entre as quais se conta a criação de duas novas universidades, a de Lisboa e a do Porto. Pelo decreto de 19 de abril de 1911, a Universidade do Porto ficou assim constituída:
- Faculdade de Ciências, destinada ao ensino das Ciências Matemáticas, Físico-Químicas e Histórico-Naturais, e tendo anexas as cadeiras de engenharia da extinta Academia Politécnica do Porto;[8]
- Faculdade de Medicina, tendo anexa uma Escola de Farmácia;
- Faculdade de Comércio, que nunca chegou a funcionar como tal.[9]

Em 1915 foi criada a Faculdade Técnica que viria a ser renomeada Faculdade de Engenharia em 1926.
Em 1919 foi criada a Faculdade de Letras, pelo ministro Leonardo Coimbra. Por razões alegadamente de ordem financeira foi extinta em 1928, sendo restaurada em 1961.
A Faculdade de Farmácia foi criada em 1921, autonomizando-se então da Faculdade de Medicina.
A Faculdade de Economia foi criada em 1953.

### A direção e gestão da Universidade
A UP foi inaugurada a 16 de julho de 1911 e, nesse mesmo dia, foi eleito o primeiro Reitor, o matemático Gomes Teixeira. A partir de agora é confiado à Universidade o seu próprio governo económico e científico. Também a autonomia do ensino é reconhecida. O governo da Universidade pertence aos corpos Académicos: Senado, Assembleia Geral dos Professores, Conselhos das Faculdades e Escolas e aos seus Delegados efectivos - Director e Reitor.

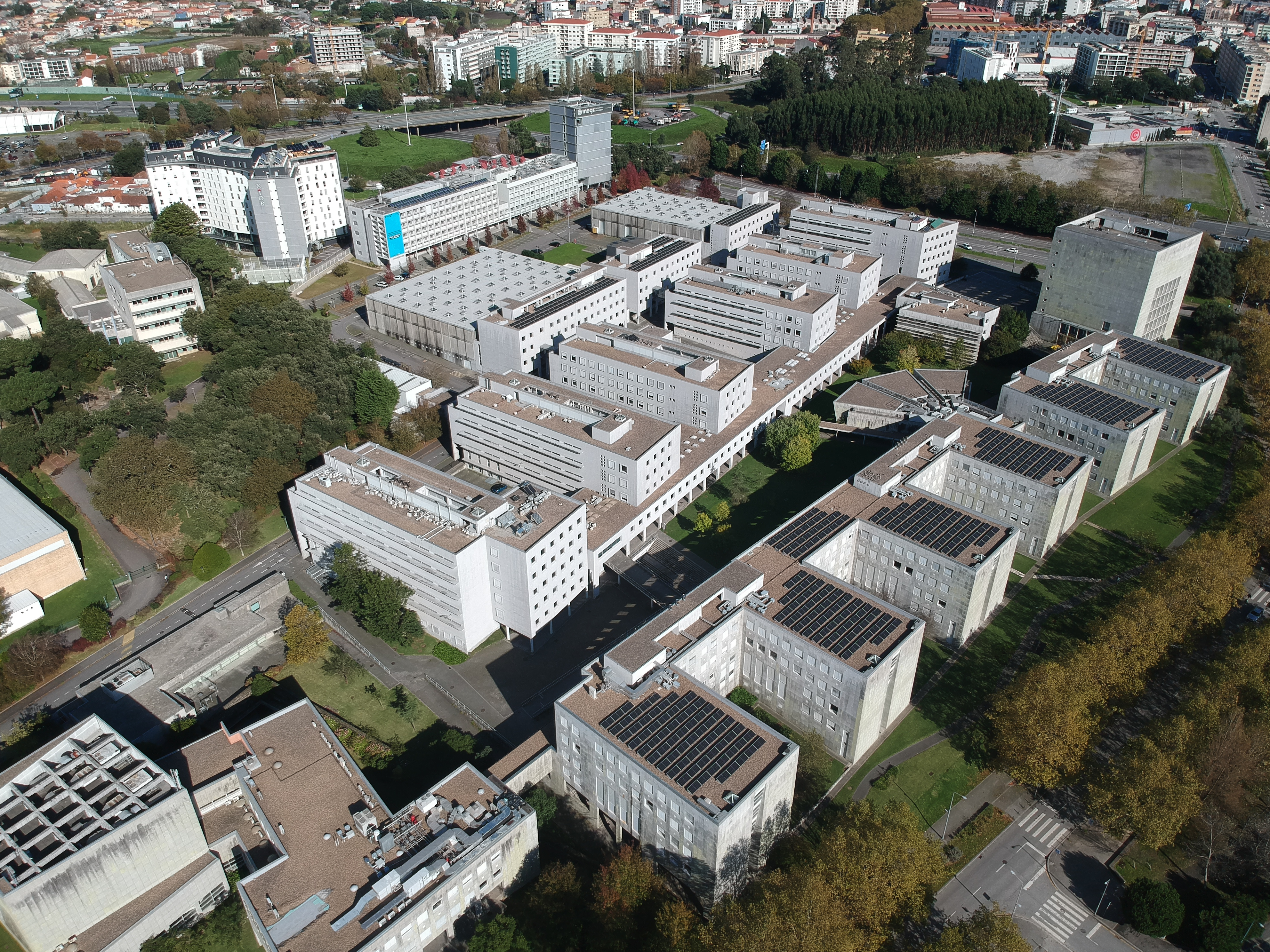
Faculdade de Engenharia da Universidade do Porto.

### A expansão da Universidade do Porto após 1974
A Universidade do Porto conheceu uma grande expansão após a Revolução do 25 de Abril.
Às seis faculdades existentes juntaram-se, através da criação de raiz ou integração de escolas preexistentes, as seguintes:
- Instituto de Ciências Biomédicas Abel Salazar, em 1975[17]
- Faculdade de Desporto, em 1975, com a denominação de Instituto Superior de Educação Física do Porto.[18]
- Faculdade de Psicologia e de Ciências da Educação, em 1977[19]
- Faculdade de Arquitectura, em 1979[20]
- Faculdade de Medicina Dentária, em 1989[21]
- Faculdade de Belas-Artes, em 1992
- Faculdade de Direito, em 1994[22]
- Faculdade de Ciências da Nutrição e Alimentação, em 1996[23]

### A passagem ao regime fundacional
Em 2009, através do Decreto-Lei n.º 96/2009, de 27 de abril, a Universidade do Porto transformou-se numa instituição de ensino superior pública de natureza fundacional, nos termos da Lei n.º 62/2007, de 10 de setembro.

## Estatutos
A Universidade do Porto rege-se pelos Estatutos da Fundação Universidade do Porto, aprovados em anexo ao Decreto-Lei n.º 96/2009, de 27 de abril e pelos Estatutos da Universidade, aprovados pelo seu Conselho Geral em 26 e 27 de junho de 2014 e homologados pelo Governo através do Despacho Normativo n.º 8/2015, de 25 de maio.

## Localização

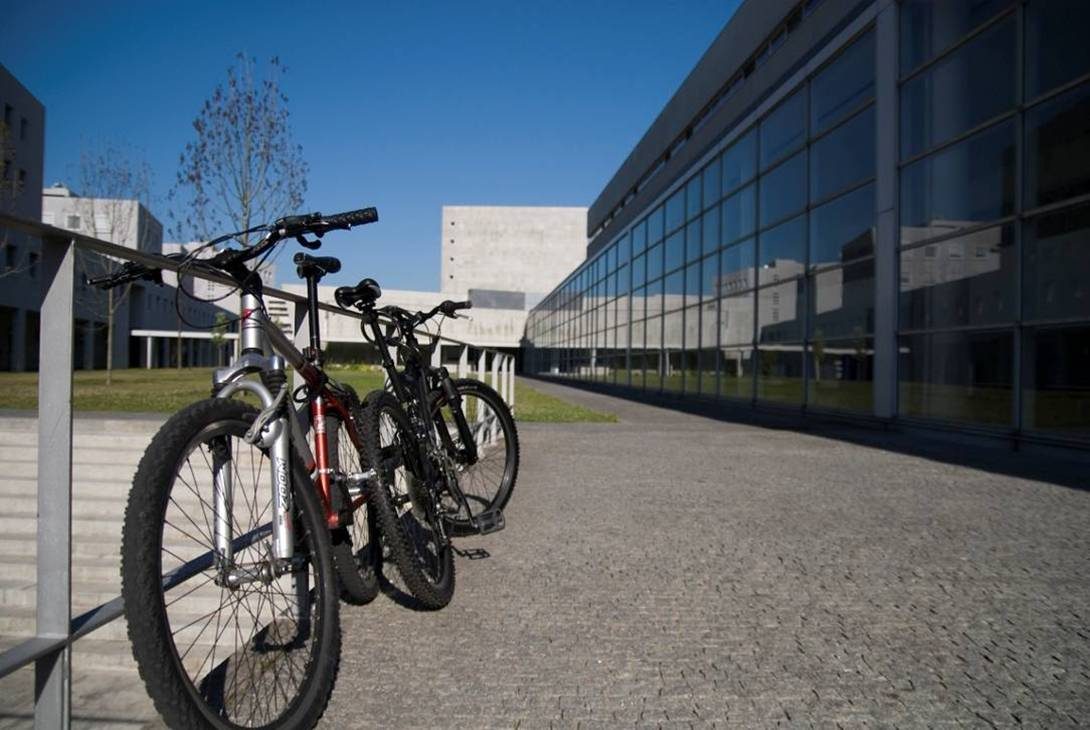
Edifício da Faculdade de Engenharia da U.Porto, no Polo da Asprela.

As 14 faculdades da Universidade do Porto estão localizadas por toda a cidade em três pólos, onde se agrupam escolas e outras infraestruturas. No centro da cidade, zona original da Universidade, localiza-se o Pólo 1; o Pólo 2 situa-se na zona da Asprela, no extremo Norte do concelho do Porto; o Pólo 3 encontra-se na zona do Campo Alegre, não muito distante do Pólo 1. Dispersos pela cidade, ou mesmo noutros concelhos, localizam-se ainda outros institutos e centros universitários.

## Ensino
A Universidade do Porto possui atualmente cerca de 28 000 estudantes, 2 300 docentes e investigadores e 1700 funcionários não docentes.
Com uma oferta de cerca de 475 diferentes programas de formação – entre licenciaturas, pós-graduações, mestrados, doutoramentos, cursos de formação contínua e de formação profissional –, a U.Porto propõe soluções de formação superior em todas as grandes áreas do conhecimento. A este nível, a Universidade do Porto já adequou a maioria dos seus cursos de licenciatura, mestrado e doutoramento ao modelo implementado a partir da Declaração de Bolonha (num total de 172 novos ciclos já aprovados). A organização dos planos de estudos obedece ao modelo de três ciclos, conducentes ao grau de licenciado, de mestre e de doutor. Em algumas áreas possui, também, o ciclo de estudos integrado conducente ao grau de mestre (mestrado integrado), a cujos estudantes é conferido o grau de licenciado quando concluírem os 180 créditos correspondentes aos primeiros seis semestres do plano curricular.

## Investigação

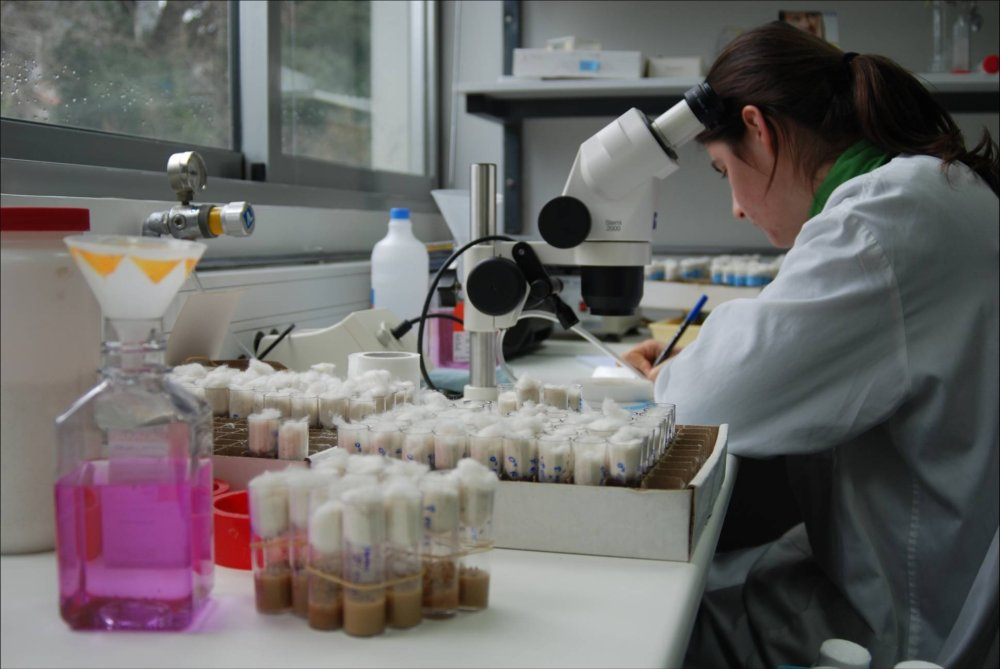
Os laboratórios da U.Porto subscrevem mais de um quinto dos artigos científicos portugueses.

A U.Porto é igualmente reconhecida, a nível internacional, pela investigação científica que produz, sendo que os seus laboratórios subscrevem mais de um quinto dos artigos científicos portugueses. Um facto que em 2007, foi reconhecido com a presença da U.Porto em vários dos principais rankigs internacionais de instituições de ensino superior. Destacam-se, nesse sentido, a presença no 11º posto do Ranking Iberoamericano de Instituciones de Investigación, a citação entre as 500 melhores universidades do mundo segundo o Academic Ranking of World Universities, bem como a distinção como única representante portuguesa no "top 500" das universidades com os melhores índices de produção científica do planeta, de acordo com o Performance Ranking of Scientific Papers for World Universities.
Entre os laboratórios com ligações à universidade, podem referir-se, a título de exemplo, o IBMC (Instituto de Biologia Molecular e Celular), o IPATIMUP (Instituto de Patologia e Imunologia Molecular), o INEB (Instituto de Engenharia Biomédica), o CIBIO (Centro de Investigação em Biodiversidade e Recursos Genéticos), o CIIMAR (Centro Interdisciplinar de Investigação Marinha e Ambiental) e o CAUP (Centro de Astrofísica). Destaca-se ainda a estreita relação que liga a universidade aos tecidos empresarial e industrial, bem como aos dois hospitais centrais do Porto (Hospital de Santo António e Hospital de São João).

## Cooperação internacional

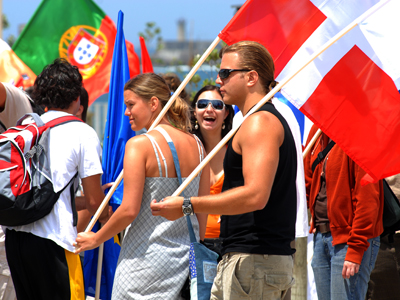
Estudantes Erasmus da Universidade do Porto.

A UP tem protocolos de cooperação com mais de 500 universidades estrangeiras, que permitem a estudantes provenientes de qualquer parte do mundo realizar um período de estudos na Universidade. Atualmente, estudam na UP cerca de 1913 estudantes estrangeiros (7% do total), 921 ao abrigo de programas de mobilidade. Entre estes, a maioria frequenta cursos de 1º Ciclo / Licenciaturas (465), 259 frequentam cursos de 2.º Ciclo / Mestrados e 177 estão cursos de 3.º Ciclo / Doutoramentos. Numa "comunidade" estrangeira onde estão representadas 61 nacionalidades, contam-se ainda 59 investigadores Post-Doc.

## Reitores
- Francisco Gomes Teixeira (1911-1917)
- Cândido Augusto Correia de Pinho (1918-1919)
- Augusto Pereira Nobre (1919-1926)
- José Alfredo Mendes de Magalhães (1926-1928)
- Alexandre Alberto de Sousa Pinto (1929-1931)
- Alberto Eduardo Plácido (1931-1932)
- José Pereira Salgado (1935-1943)
- António José Adriano Rodrigues (1943-1946)
- Amândio Joaquim Tavares (1946-1961)
- Manuel Correia de Barros, Jr. (1961-1969)
- António de Sousa Pereira (1969-1974)
- Ruy Luís Gomes (1974-1975)
- Manuel da Silva Pinto (1976-1978)
- Armando de Araújo Martins Campos e Matos (1978-1981)
- Luís António de Oliveira Ramos (1982-1985)
- Alberto Manuel Sampaio e Castro Amaral (1985-1998)
- José Ângelo da Mota Novais Barbosa (1998-2006)
- José Carlos Diogo Marques dos Santos (2006-2014)
- Sebastião José Cabral Feyo de Azevedo (2014-2018)
- António Sousa Pereira (desde 2018)

## Unidades orgânicas de ensino e investigação
- Faculdade de Arquitectura da Universidade do Porto (FAUP)
- Faculdade de Belas-Artes da Universidade do Porto (FBAUP)
- Faculdade de Ciências da Universidade do Porto (FCUP)
- Faculdade de Ciências da Nutrição e Alimentação da Universidade do Porto (FCNAUP)
- Faculdade de Desporto da Universidade do Porto (FADEUP)
- Faculdade de Direito da Universidade do Porto (FDUP)
- Faculdade de Economia da Universidade do Porto (FEP)
- Faculdade de Engenharia da Universidade do Porto (FEUP)
- Faculdade de Farmácia da Universidade do Porto (FFUP)
- Faculdade de Letras da Universidade do Porto (FLUP)
- Faculdade de Medicina da Universidade do Porto (FMUP)
- Faculdade de Medicina Dentária da Universidade do Porto (FMDUP)
- Faculdade de Psicologia e de Ciências da Educação da Universidade do Porto (FPCEUP)
- Instituto de Ciências Biomédicas Abel Salazar (ICBAS)[26]
- Escola Superior de Enfermagem do Porto (a partir de 2025)

## Outras unidades da Universidade do Porto e instituições a ela ligadas
- Porto Business School[27]
- UPTEC - Parque de Ciência e Tecnologia da Universidade do Porto[28]
- Instituto Arquitecto José Marques da Silva (IMS)
- Coral de Letras da Universidade do Porto (CLUP)
- Orfeão Universitário do Porto (OUP)
- Teatro Universitário do Porto (TUP)
- Sociedade de Debates da Universidade do Porto (SdDUP)[29]
- Instituto de Ciência e Inovação em Engenharia Mecânica e Engenharia Industrial (INEGI).[30]
- Planetário do Porto - Centro de Ciência Viva

A lista completa das estruturas de investigação da Universidade do Porto e de outras entidades por ela instituídas ou a ela ligadas encontra-se em anexo aos Estatutos

## O reconhecimento dos serviços prestados ao país
A 22 de março de 2011 a Universidade do Porto foi feita Membro-Honorário da Antiga, Nobilíssima e Esclarecida Ordem Militar de Sant'Iago da Espada, do Mérito Científico, Literário e Artístico.